# Iglesia de los Marineros (Detroit)
La iglesia de los Marineros de Detroit (en inglés: Mariners' Church) es una iglesia de Estados Unidos en la que se celebran servicios religiosos que se adhieren a las tradiciones litúrgicas anglicanas, ubicada en el 170 East Jefferson Avenue en el Downtown de la ciudad de Detroit, la más poblada del estado de Míchigan. Fue fundada en 1842 como una misión especial para los viajeros marítimos de los Grandes Lagos y funcionó como una parroquia de la diócesis episcopal de Michigan hasta 1992, cuando el Tribunal de Apelaciones de Michigan dictaminó que se incorporase como una congregación independiente. Actualmente es parte de la diócesis REC de Mid-America dentro de la Iglesia Anglicana en América del Norte. Fue incluida en el Registro Nacional de Lugares Históricos en 1971. 
En los terrenos de la iglesia hay una escultura de bronce de George Washington con el mandil de un maestro albañil de Donald De Lue. La escultura es una copia del original de cera creado en 1959 y fue instalada en 1966.

## Historia

### sigloXIX
La iglesia fue fundada como resultado del legado de Julia Anderson del solar en el que se encontraba su propia mansión, en la esquina de las calles Woodbridge y Woodward. La finalización del canal de Erie aumentó el tráfico marítimo en el área, y los marineros, sintió Anderson, necesitaban apoyo y cuidado espiritual. La congregación se estableció en 1842 y se incorporó al estado de Míchigan en 1848; el edificio actual fue consagrado al año siguiente.
La iglesia original con estructura de madera se vendió a la congregación de la Iglesia Metodista Unida de la Trinidad por 200 dólares cuando se completó la edificación actual. La congregación de la Trinidad trasladó el edificio a las calles Larned y Rivard.
Antes de la Guerra de Secesión, la iglesia era una parada en el ferrocarril subterráneo que los esclavos negros seguían al norte hasta Canadá y la libertad. En 1925, la iglesia estableció Mariners 'Inn, un refugio que ahora ofrece rehabilitación, asesoramiento y servicios vocacionales para personas sin hogar que abusan de sustancias.

### sigloXX
Se programó la demolición de la iglesia junto con muchas edificaciones vecinas en 1955 para dejar lugar para el nuevo centro cívico. El fideicomisario y columnista de Detroit News, George Stark, instó a sus lectores a ayudar a salvar el edificio histórico y pidió pequeñas contribuciones de 5 o 10 dólares para trasladar las 27 toneladas del edificio de piedra caliza 270 m al este. La empresa se detalla en el número del 25 de abril de 1955 de la revista Life. El llamamiento de Stark recaudó suficiente dinero para cubrir los costos de mudanza con el dinero restante para agregar vidrieras, una entrada oeste y una torre y para redecorar el interior de la iglesia. Durante la mudanza, los trabajadores descubrieron un túnel debajo del edificio de sus días como una parada en el ferrocarril subterráneo. Ahora se encuentra en la parte superior del túnel Detroit-Windsor.
El nuevo sitio para la iglesia en la avenida Jefferson había sido el lugar donde se construyó la Casa del Consejo Indio después del incendio de 1805. La casa se usó para celebrar reuniones con las tribus locales y los primeros servicios religiosos protestantes en Detroit. Más tarde fue el sitio de las oficinas del Cuerpo Topográfico del Cuerpo de Ingenieros del Ejército. La oficina fue establecida por John Anderson, esposo de Julia Anderson, benefactora de los marineros.

### Afiliación
En agosto de 1990, la diócesis episcopal de Míchigan presentó una demanda judicial reclamando la jurisdicción sobre la Iglesia de los Marineros como parroquia dentro de la Iglesia Episcopal. La Iglesia de los Marineros sostuvo que era una congregación independiente libre de lazos denominacionales, mientras que la Iglesia Episcopal sostenía que siempre se había considerado a la iglesia una congregación episcopal. Los tribunales fallaron a favor de la Iglesia de los Marineros en el caso inicial en 1990 y de la apelación en 1992.
La parroquia ahora es parte de la Iglesia anglicana en América del Norte dentro de la diócesis de Mid-America (REC).
La Iglesia usa las ediciones de 1662 y estadounidense de 1928 del Libro de Oración Común. Durante muchos años, desde la década de 1950 hasta la de 1980, los servicios se transmitieron en la estación de radio WWJ (AM).

## Arquitectura
El edificio de la Iglesia de los Marineros está construido con piedra Lannon de Wisconsin, en estilo neogótico basado en el gótico perpendicular. Reemplazó a una edificación de madera anterior en el mismo sitio. Mide 14,9 m por 28,7 m.
Los muros oriental y occidental están divididos en tres tramos por contrafuertes planos y el muro meridional en siete. El muro oriental tiene una gran ventana con tracería gótica sobre el presbiterio, que mide 4,6 m de ancho 7,6 m de alto, y está flanqueado por una ventana más pequeña a cada lado. En cada esquina de la estructura hay un contrafuerte octogonal. Los contrafuertes del muro oriental originalmente estaban coronados por pequeñas agujas de piedra y una cruz remataba el pico del hastial sobre la ventana del presbiterio. El muro occidental  tiene un rosetón de 3,7 m de diámetro, sobre el que había un pequeño campanario.
En su ubicación original, los lados septentrional y occidental del edificio colindaban con otras edificaciones y no fueron visibles hasta la mudanza de 1955. Como parte de las renovaciones en la nueva ubicación, se agregó un nuevo campanario y la pared septentrional, que ahora da a Jefferson Avenue, fue reconstruida para parecerse a la pared meridional y se agregaron ventanas.

### Interiores
La planta baja, que actualmente alberga oficinas de la iglesia y salas de reuniones, originalmente albergaba a inquilinos comerciales para proporcionar ingresos. Los primeros inquilinos fueron la oficina de correos y el banco y los ocupantes posteriores incluyen una tienda de comestibles, peluquería y lavandería. Antes de su reubicación, la entrada principal a la iglesia también estaba en la planta baja debajo del vestíbulo.

### Santuario
El santuario mide 13,1 m por 22,9 m con una galería para el órgano en la parte trasera. El techo es de madera con vigas a la vista veteadas artificialmente para parecerse al roble. Las paredes están cubiertas por un vinilo con respaldo de tela.
El órgano de tubos de 1849 fue instalado por la Garret House Organ Company de Buffalo. Este fue reemplazado en 1966 por un órgano regalado por el arquitecto Ralph Calder en memoria de su esposa, Helen. En 2007, DF Pilzecker & Company instaló un órgano con 78 filas de tubos para reemplazar el instrumento de 1966.

Los vitrales fueron creados por J&R Lamb Studios de Nueva York en 1955. El rosetón de la fachada occidental fue un regalo de la familia Browning, en memoria de su madre Bertie Ann Browning. Las ventanas en las paredes laterales tienen escenas de la historia de Detroit y la Biblia.

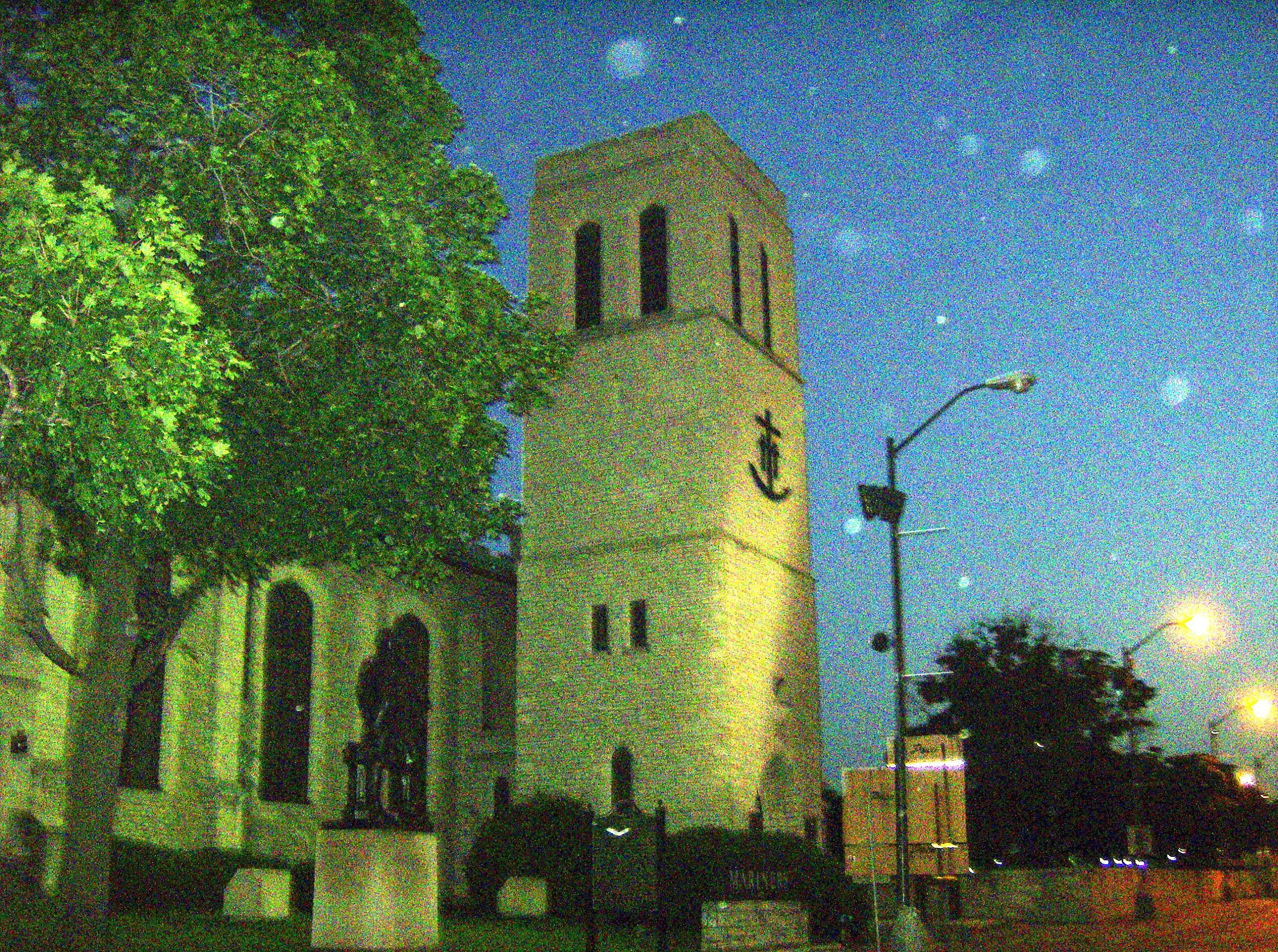
Fachada de Jefferson Avenue en una noche lluviosa

### Renovaciones de 1971
En 1971, una segunda fase de renovaciones expandió el área de coro restaurado y reacabado el altar, el retablo, los bancos y los pavimentos; se mejoraron los sistemas de iluminación, sonido y eléctricos; las paredes del santuario fueron cubiertas con vinilo; se reemplazó la tracería de madera del rosetón por piedra; se instaló un sistema de aire acondicionado; y se dispuso una carpintería exterior pintada.

## Conmemorando a los perdidos en el mar
Establecida para servir a los marineros, la iglesia lleva a cabo una bendición de la flota cada marzo para aquellos que van al mar, y un servicio conmemorativo de los Grandes Lagos cada noviembre para aquellos que han perdido la vida en el mar.
La campana de la iglesia tocó 29 veces en noviembre de 1975 para llorar la pérdida del carguero Edmund Fitzgerald; una vez por cada uno de sus 29 miembros de la tripulación. La iglesia continuó celebrando un memorial anual, leyendo los nombres de los tripulantes y tocando la campana de la iglesia hasta 2006.
La iglesia se menciona en la canción de Gordon Lightfoot The Wreck of the Edmund Fitzgerald, que dice: «En un viejo salón mohoso en Detroit, oraron en la catedral de Marineros. La campana de la iglesia tañó hasta que sonó 29 veces por cada hombre del Edmund Fitzgerald». En 1985, Lightfoot interpretó la balada en el décimo servicio conmemorativo del Edmund Fitzgerald. Después de ver el santuario, Lightfoot proclamó a la congregación que había escrito la canción bajo una falsa impresión y que en futuras presentaciones se referiría a la iglesia como un «salón rústico antiguo».
El 12 de noviembre de 2006, dos días después del 31.º aniversario del hundimiento del Edmund Fitzgerald, la iglesia amplió su ceremonia conmemorativa para incluir las más de 1000 vidas perdidas en los Grandes Lagos. En 2006, la campana de la Iglesia de los Marineros tocó ocho veces, no las 29 habituales: cinco veces por los cinco Grandes Lagos, una sexta por los ríos St. Clair y Detroit, una séptima por la vía marítima del San Lorenzo y una octava por los militares muertos.

## Galería

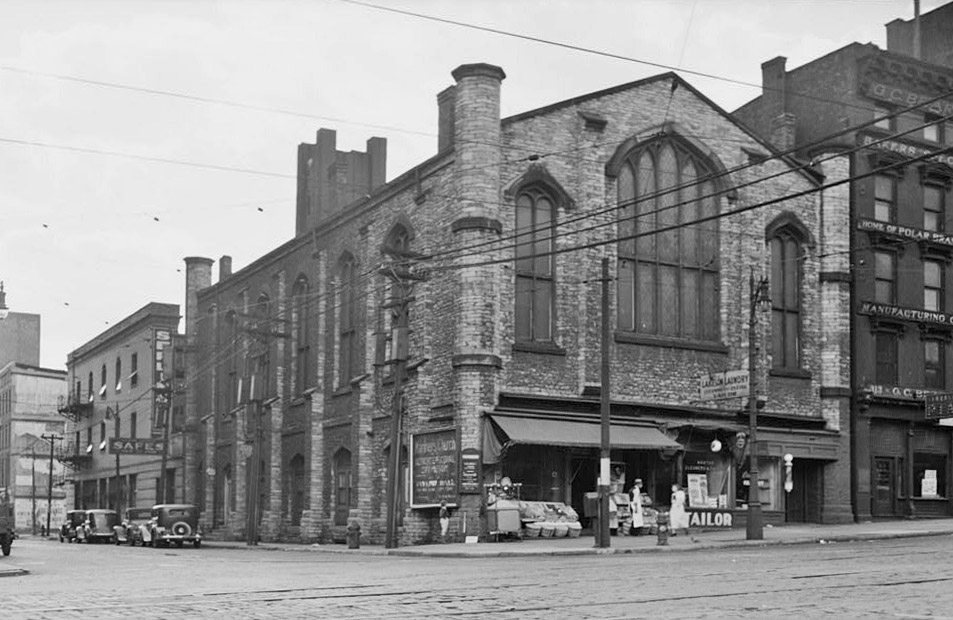
Costado noroeste, desde Woodbridge y la Woodward.
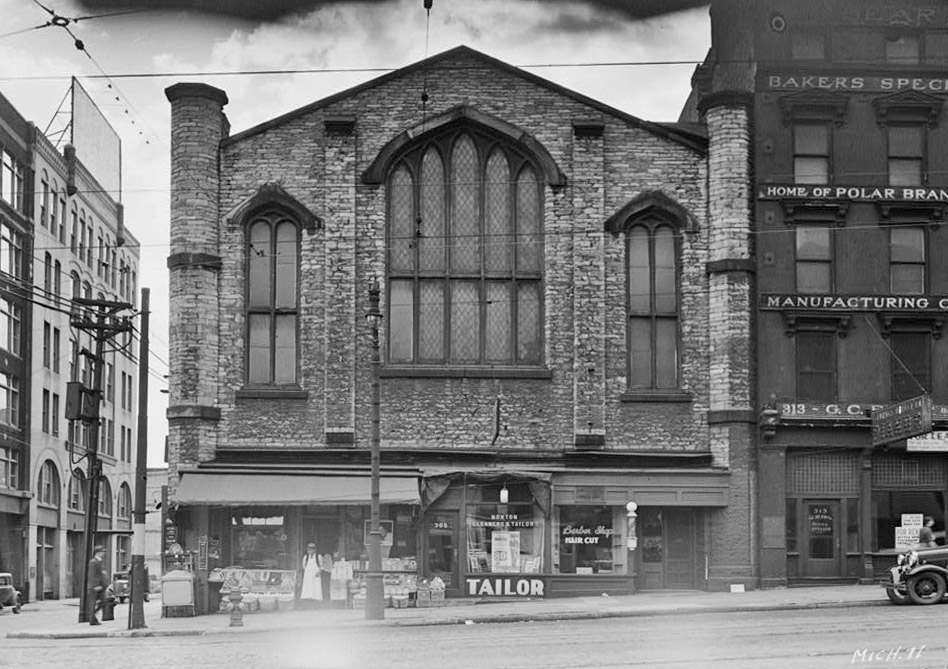
Fachada de la avenida Woodward (este)
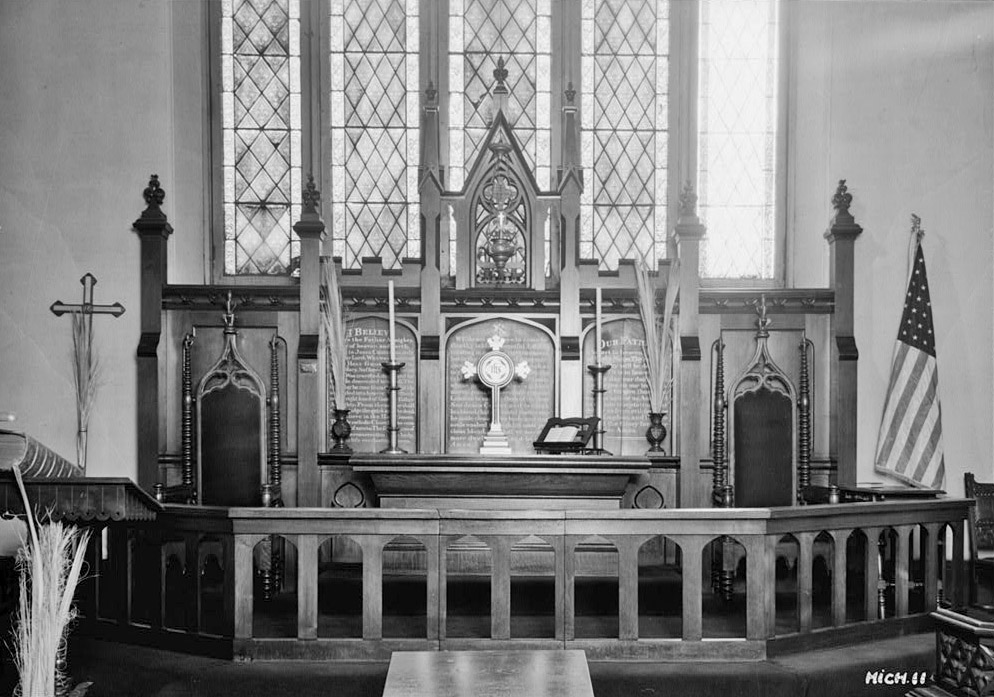
Aspecto antes de la mudanza de 1955.